# 러브돌: 위험한 사랑
"러브돌: 위험한 사랑"(2050)은 미국에서 제작된 프린스턴 홀트 감독의 2018년 드라마, 판타지, SF 영화이다. 딘 케인 등이 주연으로 출연하였다. 2018년 11월 16일 Williamsburg Independent Film Festival에서 초연되었으며 2019년 3월 1일 극장 개봉하였다. 배급사는 ANERKE이다. 대한민국에서는 2020년 3월 17일 개봉되었다.
이 영화는 촬영상, 각본상, VFX 등을 포함 16개 상을 받으며 엇갈린 평가를 받았다. 베를린 사이파이 영화제, 아더 월드 오스틴 영화제, 보스턴 사이파이 영화제의 공식 선정 작품이기도 하다.

## 출연
- 딘 케인
- 데이빗 본
- 이리나 아브라함